# Autoteliczność
Autoteliczność (gr. autos - ten sam; telos - cel) – właściwość języka poetyckiego, który zawiesza dominantę (wyróżniający się składnik, nadający mu jednorodność i mający wpływ na pozostałe) referencjalną i skupia uwagę na samym sobie. 